# Khurhuriya
Khurhuriya (nep. खुर्हुरिया) – gaun wikas samiti w zachodniej części Nepalu w strefie Lumbini w dystrykcie Kapilvastu. Według nepalskiego spisu powszechnego z 2001 roku liczył on 1367 gospodarstw domowych i 8801 mieszkańców (4186 kobiet i 4615 mężczyzn).